# Chanqūr
Chanqūr (persiska: چَنگور, جَنكور, چنقور, Changūr) är en ort i Iran.   Den ligger i provinsen Zanjan, i den nordvästra delen av landet, 270 km väster om huvudstaden Teheran. Chanqūr ligger 1 761 meter över havet och antalet invånare är 468.
Terrängen runt Chanqūr är platt åt nordost, men åt sydväst är den kuperad.Runt Chanqūr är det ganska glesbefolkat, med 34 invånare per kvadratkilometer. Närmaste större samhälle är Qīdar, 15,0 km sydost om Chanqūr. Trakten runt Chanqūr består i huvudsak av gräsmarker.